# Xương rồng Saguaro
Xương rồng Saguaro (danh pháp hai phần: Carnegiea gigantea) là một loài xương rồng thuộc Họ Xương rồng. Đây là loài duy nhất trong chi Carnegiea, cây có thể cao 50 foot (15,2 m). Loài này có nguồn gốc sa mạc Sonoran ở bang Arizona của Hoa Kỳ, bang Mexico Sonora, một phần nhỏ của Baja California ở San Felipe sa mạc và một khu vực cực kỳ nhỏ của California, Đây là hoa hoang dã biểu tượng của tiểu bang Arizona.
Saguaros có một tuổi thọ tương đối dài. Chúng mất đến 75 năm để phát triển một nhánh phụ.
Tốc độ tăng trưởng của loài xương rồng này phụ thuộc rất nhiều vào lượng mưa; cây xương rồng Saguaro ở khu vực khô hạn tây Arizona phát triển chỉ với tốc độ bằng một nửa so với những cây trong và xung quanh Tucson, Arizona. Một số mẫu vật có thể sống hơn 150 năm, xương rồng Saguaro lớn nhất được biết đến là cây xương rồng Saguaro vô địch. Nó phát triển trong quận Maricopa, Arizona với chiều cao 13,8 m (45,3 ft) cao với chu vi 3,1 mét (10 ft). Những cây xương rồng có thể phát triển bất cứ nơi nào từ 15 đến 50 foot. Chúng phát triển chậm từ hạt giống. Bất cứ khi nào trời mưa, loài xương rồng này sẽ hút nước mưa. Có thể trông thấy cây xương rồng phát triển, chúng giữ lấy nước mưa và tiêu thụ từ từ sau.